# Sophie von Braunschweig-Lüneburg

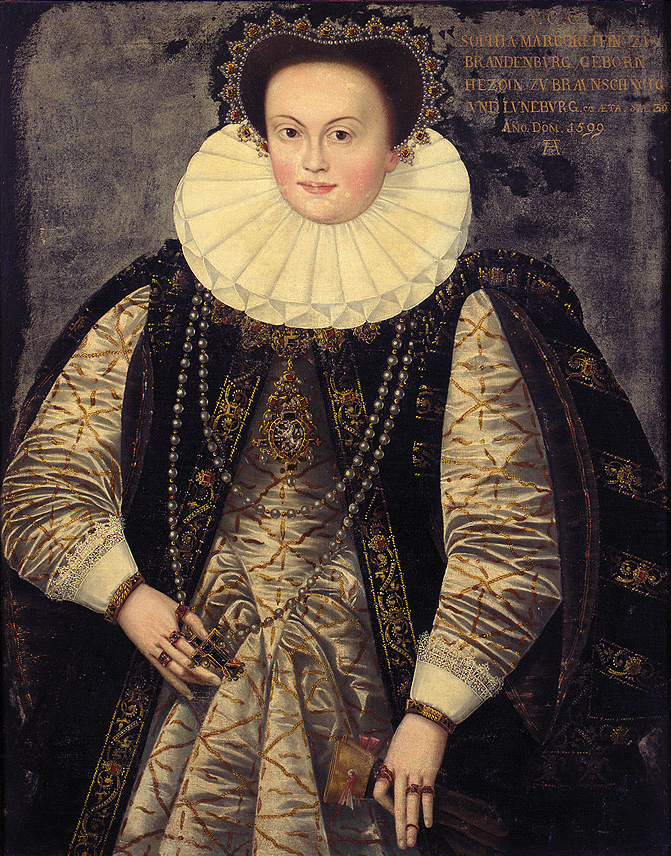
Sophie von Braunschweig-Lüneburg

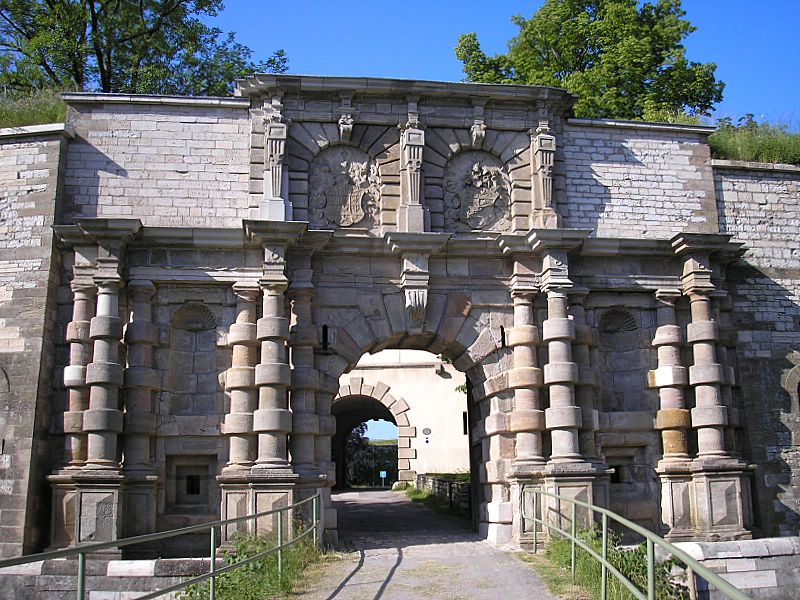
Prunktor der Festung Wülzburg mit dem Wappen Sophies und ihres Ehemanns

Sophie von Braunschweig-Lüneburg (* 30. Oktober 1563 in Celle; † 14. Januarjul. / 24. Januar 1639greg. in Nürnberg) stammte aus dem Haus Braunschweig-Lüneburg und wurde durch Heirat Markgräfin von Brandenburg-Ansbach und Brandenburg-Kulmbach sowie Herzogin von Jägerndorf.

## Leben
Sophie war das älteste Kind des Herzogs Wilhelm von Braunschweig-Lüneburg (1535–1592) aus dessen Ehe mit Dorothea (1549–1614), Tochter des Königs Christian III. von Dänemark.
Sie heiratete am 3. Mai 1579 in Dresden den Markgrafen Georg Friedrich I. von Brandenburg-Ansbach-Kulmbach (1539–1603). Georg Friedrich war der letzte der älteren Linie der fränkischen Hohenzollern und als Markgraf der Markgraftümer Ansbach und Kulmbach, schlesischer Herzog von Jägerndorf (Krnov) und vormundschaftlicher Administrator des Herzogtums Preußen eine mächtige Figur seiner Zeit. Seine erste Frau Elisabeth von Brandenburg-Küstrin war 1578 verstorben und wie seine erste, blieb auch Georg Friedrichs zweite Ehe mit Sophie kinderlos, weshalb sein Erbe durch den Geraer Hausvertrag geregelt werden musste. Sophies Kinderlosigkeit motivierte ihren Mann zu vermehrter Politik im Interesse seines Gesamthauses Hohenzollern.
Anstelle eines eigenen Kindes nahm sie 1587 ihre jüngste, damals erst fünfjährige Schwester Sibylle bei sich auf. Ihre letzte große Reise mit ihrem Gatten führte im September 1599 sie nach Heldburg und Coburg zum Beilager ihrer Schwester Margarethe mit Herzog Johann Casimir von Sachsen-Coburg.
Sophie, die nach dem Tod ihres Gatten 1603 wieder in ihre Geburtsfamilie zurückkehrte, überlebte ihren Mann um 36 Jahre. Sophie hielt sich mit ihren Schwestern, Gräfin Clara von Schwarzburg und Herzogin Sibylle von Braunschweig-Dannenberg häufig in Nürnberg auf, wo sie auch starb. Sie wurde in der Nürnberger Lorenzkirche bestattet.
Das Renaissanceportal der Hohenzollernfestung Wülzburg zeigt das Wappen Georg Friedrichs neben dem seiner Gemahlin Sophie.